# Bisaltes sautierei
Bisaltes sautierei es una especie de escarabajo longicornio del género Bisaltes, subfamilia Lamiinae. Fue descrita científicamente por Chalumeau & Touroult en 2004.
Se distribuye por Guadalupe. Posee una longitud corporal de 12 milímetros. El período de vuelo de esta especie ocurre en los meses de enero, julio y octubre.